# 人工食道
人工食道（じんこうしょくどう）とは食道の代用として用いる人工臓器。
再生医療の素材を応用して作成された「再生食道」、人工の素材を応用して作成された「人工食道」などがある。
人工食道の開発の背景には、食道癌の手術における「食道再建」の術式が煩雑で困難なことが挙げられる。通常、胃か腸が代用食道に用いられるが侵襲が大きくなり患者の負担が大きい。そこで代用としての人工食道が発案された。
早くも1960年代には、様々な材料の人工食道が開発されたが、感染そのほかの問題で失敗に終わった。
人工心臓などは無菌的な環境にあるので、感染の危険は比較的少ないが、人工食道などの消化器系の人工内臓では、中身が細菌に溢れた食物や糞便であるので、一際感染には弱い。
見直されるようになったのは近年の再生医療の発展による。しかしながら再生医療の技術では、粘膜だけの再生は可能だが、筋層や外膜は再生されないという問題点がある。
最近、再生医療による粘膜再生と、形状記憶合金による人工筋肉の組み合わせが試みられている。
過去に行われた人工食道の蠕動メカニズムとして、埋め込み型のモーターなどが応用されたこともあったが、胸腔内は腹腔内と比較しても、肺や心臓などがあって余剰スペースが全くなく、実用化に至らなかった。最近開発された形状記憶合金による蠕動搬送機能は、超小型軽量化を具現化した面で実用化に近づいた。経皮エネルギー伝送システムの応用で完全埋め込み型のシステム開発も具現化し、動物実験段階にある。再生医療とのコンバインで実用化が待たれる。